# Жіночі студії
Жіночі студії, жіночі дослідження (англ. Women studies) — це академічна галузь в області гендерних студій, що, спираючись на феміністську теорію та міждисциплінарні методи, досліджує жіноче життя, досвід, займається вивченням соціальних та культурних конструктів гендеру, системи привілеїв та утиску, відносин між владою та гендером, їх перетин з іншими ідентифікаціями та такими соціальними ознаками, такими як раса, сексуальна орієнтація, соціально-економічний клас.
Жіночі студії мають на меті дослідити взаємодію між чоловіками та жінками в аспекті домінування чоловіків над жінками. Дослідження жіночих прав покладе край патріархату, джерелом якого є гноблення жінок у своїх правах. Жіночі дослідження мають на меті змінити усталену в суспільстві парадигму наукової упередженості андроцентричних точок зору.
У Європі гендерні студії є актуальним предметом дослідження, що позначає трансформації, які необхідно поширити на світовому рівні. Навчальні курси з жіночих досліджень пропонуються в більш ніж 700 навчальних закладах Сполучених Штатів, а також у більш ніж 40 країнах світу.

### Концепція поняття
Концепція «жіночих студій» 35 років тому була радикально новою сферою дослідження. Впровадження терміна пов'язане з інституціоналізацією фемінізму та боротьбою за жіночі права.
Деякі жіночі студії нехтують сексуальними та емоційними відмінностями між жінками та чоловіками.
Основним питанням, яке ставиться як в гендерних студіях, так і жіночих: «Що ми маємо на увазі під словом „гендер“?». Адже гендер — ключова складова організації інституцій, а також всієї організації суспільства. Оскільки поняття «фемінізм» виникло раніше за «гендер», можна стверджувати, що друге поняття є похідним від першого. Це спричинює зміну понять в феміністській політиці на глобальний фемінізм.
Розуміння тіла є соціально сконструйованим фактом. Раніше тіло пояснювалось за допомогою біологічних відмінностей між чоловіками та жінками, пізніше виявили, що й інші фактори впливають на гендер. Наявні розбіжності у будові тіла, статевих органах, хромосомах та гормонах мають певне значення: люди які не підходили до цієї категоризації (жінка/чоловік) були девіантами, їх називали «люди третьої статі», гермафродити, або інтерсексуали. Сучасні медичні дослідження дають можливість по-іншому подивитись на визначення статі, а саме те, що стать не є диморфною, а можуть варіюватися різні особливості.

### Гендерні дослідження та жіночі студії
В більшості випадків поняття гендерних досліджень більш поширене, ніж жіночих. Між жіночими та гендерними студіями існують відмінності, хоча гендерні дослідження також сфокусовані на відновленні жінок в правах.
В більшості скандинавських країн, окрім Фінляндії, було здійснено переклад не «гендерні студії» а «родові дослідження»[що це?]. Це пов'язано з тим, що уряд держави на перше місце ставить рівні можливості в академічному феміністському середовищі.

## Історія поняття
У 1980-ті, у зв'язку з другою хвилею фемінізму, в Західній Європі підвищився інтерес до жіночих студій. На той час більшість жінок мала менший доступ до освіти, ніж білі чоловіки, та не могли бути студентками. Доступ не тільки до окремих спеціальностей, але до всіх, був бажаною метою. До феміністок панувало упереджене ставлення і їхнє існування пов'язувалося з «пошлим світом». Ті, хто не були феміністками, але хотіли мати більші права, також стикались з неприйняттям та упередженим ставленням.
Активізація жіночих рухів у 1960-1970-х мала фундаментальний вплив на впровадження у ВНЗ дисциплін, пов'язаних з вивченням жіночих рухів. Теоретичний аналіз в університетах пов'язаний безпосередньо з соціальними змінами, а також опозицією щодо патріархатного суспільства. Жіночі студії розпочались з заповнення прогалин і розкриття ролі жінки в дисциплінах, які не переформувались з феміністичної точки зору, існували як незалежна дисципліна чи як частина інших курсів.

### Інституціоналізація гендерних студій
Інституціоналізація гендерних студій розпочалась одночасно з другою хвилею фемінізму. Спочатку це були жінки з академічного середовища, які хотіли домогтися викладання курсів з жіночих студій, а потім — гендерних студій. Здебільшого слухачками курсів були самі студентки, які підтримували ідеї фемінізму. В 1990-х роках жіночі та гендерні студії були окремими дисциплінами, які викладались в університеті. Внесок, який зробили гендерні студії в розвиток науки, є незаперечним, а також знання, які принесли студії у вивченні традиційних дисциплін. Гендерні та жіночі студії мали на меті навчити студенток соціальних процесів та розповісти про дискримінацію, з якою жінки стикаються не тільки в межах своєї країни, але і в усьому світі.
Зміна понять в дискурсі з «жінка» на «гендер» вплинули на культурні практики, генеруючи зростання інтересу до жіночих вистав, фільмів, створених жінками, та популярних культурних робіт жіночого авторства. Важливою ознакою є також поява колективних праць та спеціальних тематичних випусків видань про жіночі проблеми.

### Теорії жіночих досліджень
Дослідницькі практики та методології жіночих досліджень включають етнографію, фокус-групи, опитування, глибинні інтерв'ю, дискурс-аналіз та вивчення літератури, пов'язаної з постструктуралізмом, критичною та квір-теорією. Галузь досліджує та критикує соціальні нормативи статі, раси, класу, сексуальності та інших соціальних нерівностей. Серед популярних теорій в області жіночих досліджень:
- Теорія позиціонованого фемінізму кидає виклик універсальності наукових «фактів», заявляє, що жіноча перспектива та досвід у виробництві знань не враховуються, та пропонує феміністську парадигму пізнання. Дає «голос» маргіналізованим групам (зокрема, жінкам), дозволяючи їм кидати виклик, перебуваючи аутсайдерами всередині системи[8];
- Інтерсекційна теорія. Досліджує складність взаємовідносин між різними соціальними групами в межах та між аналітичними категоріями, а не складності в межах окремих соціальних груп, категорій[9];
- Теорія афектів. Досліджує «біологічну частину емоцій» — «жорстокі, попередньо запрограмовані, генетично передані механізми, що існують у кожному і кожній з нас» та, спрацьовуючи, викликають «відому схему біологічних подій»[10].

### Українські дослідження
Тамара Маценюк стверджує, що останнім часом статус жінки дуже змінився. Ті права, які жінки мають сьогодні, насправді є результатом боротьби, яка велась і ведеться донині. Тому жіночі студії — це більш обширне поняття, яке пов'язане з академічним простором та вивченням прав жінок. Вони пропонують міждисциплінарні перспективи на вивчення жіночих питань в інших дисциплінах, дослідження позиції жінки в гендерних відносинах. Серед вітчизняних дослідниць гендерних та жіночих питань:
- Марія Маєрчик
- Віра Агеєва
- Марія Дмитрієва

### Світові дослідження
Найбільш знаним феміністичний рух (від найбільш ліберальних до радикальних течій) є в Європі та Північній Америці. Він виник ще у ХІХ столітті та розвивався 3 хвилями. Основною метою першої хвилі була боротьба за право голосу, який асоціюють з суфражизмом. Увага приділялась таким питанням як рівність у приватній і публічній сферах. Друга хвиля характеризується більшою різноманітністю та неузгодженістю всередині самого руху. Наголошується на розрізненні жінок всередині самої групи. Особливістю третьої хвилі є включення чоловіків до даного руху. Основні завдання фемінізму: визволення жінок та досягнення рівних з чоловіками прав.
Активно досліджували жіночі права ряд дослідниць та дослідників.
Наприклад, Мері Волстокрафт приділяла велику увагу критиці соціалізації та стереотипним думкам про певну сегрегацію у вихованні дівчаток та хлопчиків. Виходом з ситуації Волстокрафт вбачала у всебічному розвитку та освіті. А між тим право навчатися в університеті жінки здобули лише наприкінці ХІХ століття, всупереч численним противникам, які не хотіли надавати жінкам це право та стверджували, що основним суспільним обов'язком жінки є народження дітей. Енциклопедичним прикладом останніх став професор Гарвардської медичної школи Едвард Кларк, котрий приписував освіті шкоду для репродуктивних функцій жінки.
Ґрунтовна міждисциплінарна праця Сімони де Бовуар про становище жінки в історичній та міжкультурній площині «Друга стать» вважається канонічною в фемінізмі, адже в дослідженні докладно висвітлені основні віхи становлення жінки та ідеї щодо її пригнобленого становища. Жінка майбутнього — це незалежна людина в соціальному та економічному сенсах, яку не експлуатують.
Нова жінка, за ознаками Олександри Коллонтай, вміє контролювати свої емоції та переживання, підвищено вимоглива до чоловіків, цінує особистісну свободу, має своє призначення та улюблену справу.
На думку белл гукс, плюралізм у визначенні терміна «фемінізм» розглядається як спад цікавості до нього як радикального явища, певна зневіра, що солідарність між жінками можлива. Фемінізм — це колективний та індивідуальний досвід, який є політичним. Включення жінок як суб'єкток історії відбувається поступово. Спочатку визнання отримують ті, які відіграли важливу роль у публічному житті. Проте, не лише публічні індивідки мають право бути почутими та можуть отримувати увагу, але й звичайні люди, тому і створюється усна історія про «невидимих».
Маркс та Енгельс знайшли своє бачення становища жінок в капіталістичному світі. В той час жінки використовувались як «просте знаряддя, яке працює», тому вони виступали проти цього. Чим більше розвивається сучасна промисловість, тим більше чоловіча праця витісняється працею жінок. Енгельс стверджує, що народи, жінки яких працювали, відчувають більше поваги, ніж наші європейські. Яскравим прикладом патріархальної сім'ї є сім'я в Римські імперії, оскільки чоловік вважався найважливішим в сім'ї та був власником вірності жінки, щоб точно знати про походження дітей. Підпорядкування жінки виникло із зародженням приватної власності та класового суспільства. Марксисти переконані, що з ліквідацією приватної власності зникне і гендерна нерівність.
- Жінки у декретній відпустці у чоловіків асоціюються з «сидінням вдома», проте, перебуваючи вдома, жінка виконує велику кількість домашньої роботи, окрім догляду за дитиною, яка є неоплачуваною.
- Жінки, в першу чергу, асоціюються з репродуктивною працею, а не продуктивною, яка визнається суспільством та передбачає матеріальну винагороду. Одночасно чоловіки є менш залученими до виховання дитини та хатніх справ, через успішну кар'єрну реалізацію та гендерні стереотипи. Барбара Еренрайх зауважує, що приватна сфера й домашнє господарство потенційно мало б урівняти та солідаризувати всіх жінок, тому що представниці вищих класів мають можливість взяти в найм інших жінок, які замість них виконуватимуть хатню роботу.
- На роботі спостерігається постійне порушення жіночих прав, адже жінки змушені працювати понаднормово, їхня праця є менш оплачуваною, спостерігається недотримання правил безпеки на робочому місці. Як наслідок, відбувається створення профспілок та відстоювання трудових прав жінок. Фемінізм лівого спектра працює з тематикою трудової експлуатації не тільки з боку чоловіків, але й бідних жінок багатими. Анархо-феміністи критикують традиційні концепції родини, шлюбу, освіти, соціалізації тощо. Також простежується мобілізація жіночих ресурсів у спільній справі соціальної перебудови.